# Armin Zweite
Armin Zweite (* 14. Mai 1941 in Ellerwalde, Westpreußen) ist ein deutscher Kunsthistoriker und war Museumsdirektor.

## Leben und Wirken
Armin Zweite wuchs in Flensburg auf und machte dort 1960 Abitur. Er studierte in Kiel, Tübingen und Göttingen Germanistik, Geschichte und Philosophie und ab 1963 Kunstgeschichte. 1967/68 absolvierte einen Forschungsaufenthalt in Antwerpen und Brüssel. Zweite wurde 1970 mit der Untersuchung „Studien zu Marten de Vos (1532–1603). Ein Beitrag zur Geschichte der Antwerpener Malerei in der 2. Hälfte des 16. Jahrhunderts“ in Göttingen promoviert (als Buch 1980 erschienen). 1970/71 hielt sich Zweite an der University of California in Berkeley als visiting scholar auf. Aus Anlass der Olympischen Spiele arbeitete Zweite von Oktober 1971 bis Mai 1972 an der von Michael Petzet organisierten Ausstellung Bayern – Kunst und Kultur im Münchener Stadtmuseum mit. Im Sommer 1972 hielt er sich für einen Forschungsaufenthalt in Paris auf. Von 1. September 1972 an war Zweite als Kurator an der Städtischen Galerie im Lenbachhaus, München tätig. Von 1974 bis 1990 war er dort Direktor.
In dieser Zeit überwand er die seit der Gründung des Museums 1925 gültige Klausel, die Sammlung ausschließlich auf Münchner Künstler und Künstlerinnen auszurichten, wobei sich Neuerwerbungen auf Skizzen und sekundäres Material zu beschränken hatten. Hauptwerke der Münchner Künstler blieben der Neuen Pinakothek vorbehalten. Durch eine Schenkung Gabriele Münters im Jahre 1957, die viele Werke von Wassily Kandinsky und der Gruppe Der Blaue Reiter umfasste, war diese Regelung ohnehin obsolet geworden. Die Sammlung wurde mit weiteren herausragenden Werken verschiedener Künstler (u. a. Paul Klee, Franz Marc, Alexej von Jawlensky) erweitert. Als 1979/80 das Werk zeige deine Wunde von Joseph Beuys erworben wurde, löste das eine öffentliche Diskussion aus.
Der Kunstbau wurde mit dem Architekten Uwe Kiessler bis zum Abschluss der Ausführungspläne geführt (Eröffnung 1994). Im Jahr 1977 wurde Armin Zweite Kommissar der Bundesrepublik Deutschland für die Biennale des Jeunes, in Paris. 1983, 1985 und 1987 war er Kommissar der Bundesrepublik Deutschland für die Biennale in São Paulo (1983: das „James Bay Project - A River drowned by Water“ von Rainer Wittenborn und Claus Biegert, Werkgruppen von Markus Lüpertz, und A.R. Penck; 1985: Werke von Peter Bömmels, Albert Hien und Jiří Georg Dokoupil; 1987: Werke von Anselm Kiefer).
Vom 1. Oktober 1990 bis 31. Dezember 2007 war Zweite Direktor der Kunstsammlung Nordrhein-Westfalen, in Düsseldorf. Während seiner Amtszeit wurde der Erweiterungsbau geplant und begonnen (Eröffnung 2010). Damit konnten weitere 1800 m² Ausstellungsfläche geschaffen werden. Außerdem konnte das Ständehaus (K21) als weiterer Ausstellungsort hinzugewonnen werden (Eröffnung 2002). Somit stand der Kunstsammlung ein Raum von weiteren 5000 m² zur Verfügung.
Vom 1. Januar 2008 bis 31. Oktober 2013 war Zweite Direktor der Sammlung Brandhorst in München und Geschäftsführer der Udo und Anette Brandhorst Stiftung. Als Vorsitzender der Stiftung war er u. a. am Neuerwerb von Werken der Künstler Cy Twombly, Ed Ruscha, Alex Katz, Andy Warhol, Anri Sala, Simon Gimoprez, Mike Kelley und Isaac Julien maßgeblich beteiligt.
Zweite schrieb Bücher zur zeitgenössischen Kunst und war Beiträger zu über 70 Kunstkatalogen und Ausstellungen.
Er ist ordentliches Mitglied in der Abteilung Bildende Kunst der Bayerischen Akademie der Schönen Künste.

## Privatleben
Armin Zweite ist seit 1974 mit Monika Steinhauser, Professorin an der Ruhruniversität Bochum von 1992 bis 2006, verheiratet.

## Publikationen
- Gerhard Richter. Leben und Werk. Das Denken ist beim Malen das Malen. Schirmer und Mosel, München 2019, ISBN 978-3-8296-0758-2.